# 情境猜謎
情境猜謎（Situation puzzle），又譯情境推理遊戲，在亞洲部分地區則稱海龜湯，香港則稱為揭尾故，另名水平思考遊戲（Lateral thinking puzzle）或是／不是遊戲，是一種猜測情境型事件真相的智力遊戲。其玩法是由出題者提出一個難以理解的事件，參與猜題者可以提出任何問題以試圖縮小範圍並找出事件背後真正的原因，但出題者僅能以「是（對）」、「不是（不對）」或「沒有關係（無關）」來回答問題。
遊戲是否精彩的關鍵，在於出題者能否想到一個有具有創意，而且大家都没聽說過的情境。
有些難題也許會有多個符合情境的答案，但遊戲的正解仍然是出題者所設想的那一個。审辩式思维、邏輯思考及水平思考都有助於解決問題。「水平思考」一詞是由愛德華·德·波諾提出，用來表示一個創造性的問題解決風格，包括各種意想不到的角度來觀察問題。有趣的是，這些往往是解決情境難題的必要程序。對此，保羅·斯洛恩便以「水平思考遊戲」來稱呼情境猜謎，並寫了很多本書來介紹它，因而廣為流傳。
MindTrap系列版圖遊戲可視為一種高階的情境猜謎，因為它同時包含多個情境難題。

## 例子
問題：一個男人走進一家酒吧，並向酒保要了一杯水。酒保卻突然拿出一把手槍瞄準他，而男子竟只是笑著說：「謝謝你！」然後從容離開，請問發生了什麼事？
猜題者與出題者的問、答過程可能如下：
1. 問：酒保聽得到他說的話嗎？ 答：是
2. 問：酒保是為某些事情生氣嗎？  答：不是
3. 問：這支槍是水槍嗎？  答：不是
4. 問：他們原本就互相認識嗎？  答：毫無關係
5. 問：這個男人說「謝謝你」時帶有諷刺的口氣嗎？  答：沒有
6. 問：酒保認為男子對自己構成威脅嗎？  答：沒有

經過一番問答之後，可能會導引出答案：該名男子打嗝，他希望喝一杯水來改善狀況。酒保意識到這一點，選擇拿槍嚇他，男子一緊張之下，打嗝自然消失，因而衷心感謝酒保後就離開了。

## 別名與由來
「海龜湯」（信天翁汤）是此遊戲在亞洲部分地區被廣泛使用的別稱，來源自日本網路論壇2ch上的問題集結書《水平思考猜謎120題：海龜湯的秘密》（推理クイズ道場 ウミガメのスープ），「海龜湯」是其中一個經典問題：
問題：有一個男子在一家能看見海的餐廳，他叫了一碗海龜湯，只吃了幾口就驚訝地詢問店員：「這真的是海龜湯嗎？」，店員回答：「是的，這是貨真價實的海龜湯」，於是該名男子就跳下懸崖自殺了，請問是怎麼一回事？
解答：男子以前遭遇海難，漂流在逃生艇上沒食物可吃；快餓死之際男子的同伴遞了碗肉湯給他，說裡面的是海龜肉，男子這才躲過一劫活了下來；直到此時再次吃到海龜肉，男子發現跟當時的口感完全不同，才突然驚覺當時被同伴騙去吃的正是同伴的肉，受不了打擊跑去跳崖。

## 隱喻含義
"海龜湯"這個詞在情境猜謎遊戲中，其隱喻含義主要有兩方面：
1.揭示真相：在海龜湯的遊戲中，猜題者需要透過提問來揭示故事的真相1。因此，"海龜湯"可以被用來隱喻揭示或尋找真相的過程。
2.水平思考：海龜湯遊戲鼓勵使用水平思考來找到故事的全貌。這種思考模式與我們平時習慣用的垂直思考（邏輯式）不同，它是一種較不直接並具有創造力的思考模式1。因此，"海龜湯"也可以被用來隱喻水平思考或創新思考的能力。

## 延伸閱讀
- Edward, De Bono. . New York: Harper & Row. ©1970, 1973  [2019-06-07]. ISBN 0060903252. OCLC 2104391. （原始内容存档于2022-05-07）. ，300頁
- 保羅·斯洛恩，Lateral Thinking Puzzlers，Sterling Publishing，1991年，ISBN 0806982276
- 保羅·斯洛恩，The Leader's Guide to Lateral Thinking Skills，Kogan Page，2003年，平裝本，186頁，ISBN 0-7494-4002-3
- 保羅·斯洛恩、迪斯·馬克海爾，Outstanding Lateral Thinking Puzzles，Sterling Publishing，2005年，ISBN 1402703805
- 保羅·斯洛恩、迪斯·馬克海爾，Cunning Lateral Thinking Puzzles，Sterling Publishing，2006年，ISBN 1402732759
- 山迪·西弗斯洛恩、約翰·華納，One-Minute Mysteries and Brain Teasers，Harvest House Publishing， 2007年，平裝本，176頁，ISBN 0-7369-1942-2
- 羅伊德·金，Test Your Creative Thinking，Kogan-Page，2003年，平裝本，156頁，ISBN 0-7494-4004-X
- 羅伊德·金，Amazing Aha! Puzzles，Puzzle Wizard，2004年，平裝本，180頁，ISBN 1-4116-1330-9

## 外部連結
- The Lateral Puzzles Forum （页面存档备份，存于）
- 海龜湯遊戲
- 海龜湯即時問答 - GameSchool遊戲學校 （页面存档备份，存于）